# سگ دم (سرده)
سگ دم (نام علمی: Cynosurus) نام یک سرده از تیره گندمیان است.